# Дангербай
Дангерба́й (каз. Дәңгірбай) — село у складі Аулієкольського району Костанайської області Казахстану. Входить до складу Казанбаського сільського округу.
Населення — 35 осіб (2021; 138 у 2009, 397 у 1999, 442 у 1989).